# Adeus Emmanuelle
Adeus Emmanuelle ( conhecido também como Emmanuelle 3 ) é um filme francês de 1977 do gênero Erótico . Estrelado por Sylvia Kristel A trilha sonora é de Serge Gainsbourg . Nesta sequencia , Emmanuelle e Jean se deslocam para a Seychelles , onde ela o abandona. 

## História
Na derradeira aparição de Sylvia Kristel no papel principal, Emmanuelle leva uma vida liberal e alegre nas ilhas Seychelles com o seu marido, até a chegada de um jovem cineasta, cheio de idéias para o seu novo filme. É quando o ciúme se interpõe na relação. Emmanuelle agora procura emoções ainda mais fortes.

## Elenco
- Sylvia Kristel como Emmanuelle
- Umberto Orsini como Jean
- Jean-Pierre Bouvier como Grégory
- Alexandra Stewart como Dorothée
- Olga Georges-Picot como Florença
- Charlotte Alexandra como Chloe

## Produção
Adeus Emmanuelle foi concebido como o último de uma trilogia que inclui Emmanuelle (filme) (1974) e Emmanuelle l'antivierge (1975). Ele foi filmado na ilha de Seychelles de La Digue .